# ۳۴۷ (میلادی)
۳۴۷ (میلادی) سیصد و چهل و هفتمین سال تقویم میلادی است.

## رویدادها
ساخت اولین چاه نفت جهان در چین.

## زادگان
- تئودوزیوس یکم، امپراتور روم.
- جرومی مقدس، مترجم انجیل از عبری به لاتین
- جان کریسوستوم، اسقف
- اوناپیوس اندیشگر و تاریخ‌دان یونانی

## درگذشتگان
‎